# Твердопаливний котел
Твердопа́ливний коте́л — це пристрій для утворення і передавання теплової енергії теплоносію з метою подальшого її використання в цілях опалення.

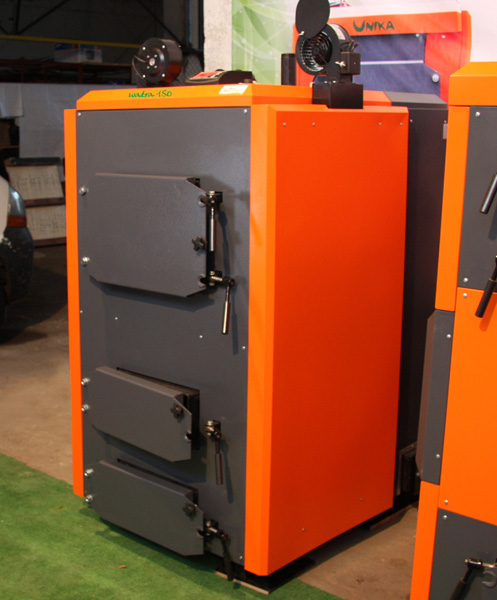

Паливом для твердопаливних котлів є дрова, вугілля або паливні гранули (пелети) — недорога альтернатива газу і нафти. Спалювання такого виду палива (тирси, тріски, соняшникового лушпиння) також дозволяє вирішити проблему утилізації відходів деревообробки та сільськогосподарського виробництва.
Сучасні твердопаливні котли забезпечують якісне екологічно чисте спалювання і високий ступінь автоматизації. В умовах постійного зростання ціни на газ в Україні почали користуватися шаленим попитом.

## Класифікація котлів на твердому паливі
За принципом завантаження палива:
- ручні;
- автоматичні:
  - ретортний пальник;
  - факельний пальник.
- універсальні (ручні і автоматичні);

За матеріалом теплообмінника:
- стальні;
- чавунні.

За кількістю контурів обігріву:
- одноконтурні (тільки опалення);
- двоконтурні (опалення і гаряче водопостачання).

За видом палива:
- вугілля;
- дрова або дров'яні брикети;
- торф або торф'яні брикети;
- пелети;
- залишки деревообробки;
- залишки агрообробки.

За принципом горіння:
- пошарове горіння;
  - верхнє;
  - нижнє.
- пряме повне горіння;
- піролізні;
- горіння у пальнику.

## Механізм автоматичної підтримки температури у традиційних твердопаливних котлів
На твердопаливному котлі встановлений датчик, що відслідковує температуру води в котлі. Цей датчик за допомогою сталевої ланцюжка з'єднаний із заслінкою повітря. У випадках, коли температура теплоносія стає вище заданої, заслінка автоматично прикривається і процес горіння уповільнюється. Коли температура знижується, то заслінка відкривається. Також практично на всі твердопаливні котли можна утсановити повноцінну автоматику: електронний контролер і вентилятор наддуву. Для цього потрібно, щоб на котлі були кріплення для вентилятора.

## Переваги твердопаливних котлів
- доступність;
- невисока вартість палива;
- економніші за газові котли

## Система автоматичної подачі палива

### Будова
Звичайні, найчастіше бюджетні, твердопаливні котли складаються з водяної сорочки і зовнішнього кожуха. Між ними може розташовуватися утеплювач, для зменшення тепловтрат. Товщина металу від 3 до 6 мм.
По водяній сорочці циркулює теплоносій (вода або незамерзайка), який вбирає тепло в процесі роботи котла і віддає її в систему опалення. Сучасні твердопаливні котли мають різні модифікації, з яких складається будова — водоохолоджувані колосники, конвекційні канали (інша назва: газохід, водяні полиці), форсунки для зонної подачі повітря, камера догорання піролізних газів (тільки в котлах шахтного типу і піролізних).
Складніші твердопаливні та піролізні котли облаштовуються системою автоматичної подачі палива. Вона складається із механізму шнекової подачі і бункера. До пальника котла шнеком підводиться паливо — вугілля або пелети. Для подачі повітря в зону горіння під пальником встановлений вентилятор.
Вугілля, що застосовується в цих котлах, має фракцію 5-25 мм. Пелети мають розміри 6-10 мм в діаметрі і 5-70 мм завдовжки.

### Принцип дії
Процес роботи котла з бункером для вугілля та пелет повністю автоматизований і контролюється за допомогою пульта управління, на якому задаються всі необхідні настройки, включаючи необхідну температуру, денний цикл роботи котла, його вмикання і вимикання. Для безпечної роботи котла часто передбачений автоматичний клапан, що розриває електричний ланцюг у разі перегрівання котла.
Встановлену на виході з котла температуру води відстежує терморегулятор. Якщо ця температура знизилася на задану в налаштуваннях величину щодо встановленої, за його сигналом на кілька секунд вмикається електродвигун шнека, і порція палива подається в пальниковий пристрій, в якому постійно підтримується тліючий заряд. Вентилятор нагнітає повітря в пальниковий пристрій, і температура води в котлі підвищується. Однак, як тільки вона досягає верхньої межі, автоматика вимикає вентилятор.
Щоб вогонь по шнеку не проник в бункер пеллетного котла, в конструкції можуть бути передбачені захисні системи. При підвищенні температури до критичної, спеціальний термостат вимикає вентилятор нагнітання і подачу палива. При відсутності подачі повітря горіння повністю припиняється. На сучасних твердопаливних котлах також встановлюються системи автоматичного пожежогасіння. При температурі подавального кожуха 70-80 °С шнек і пальниковий пристрій заливаються водою.
Важливою частиною системи опалення на основі твердопаливних котлів є димоходи. Їх встановлення регламентується нормативними актами. Зокрема, димова труба відносно котла в приміщенні повинна бути виведена: - вище границі зони вітрового підпору, але не менше 0,5м вище гребеня даху при розміщені їх (по горизонталі) не далі 1,5м від гребня даху. - в рівень з гребенем даху, при розміщені їх (по горизонталі) на відстані 3м від гребня. - не нижче прямої, проведеної від гребеня в низ під кутом 10˚ до горизонту, при розміщені труб на відстані більш ніж 3м від гребеня даху.
Система опалення на основі твердопаливного котла — це Система індивідуального опалення житлових чи виробничих приміщень, особливістю якої є використання як джерела тепла — опалювального котла на твердому паливі.

## Будова системи опалення з тп котлом
Система складається з двох основних вузлів:
- Котла, який генерує тепло;
- Теплоаккумулятора — завданням цього елемента є стабілізація температури теплоносія в котлі, та забезпечення максимально ефективного згорання палива.

## Особливості та принцип роботи
Твердопаливний котел передає тепло утворене в результаті згорання палива теплоносію, який через радіатори опалення віддає його внутрішньому середовищу приміщення.
Бак-накопичувач додає системі інерційність, акумулює тепло на піку продуктивності котла і віддає його в систему опалення та водопостачання в разі необхідності. Це стабілізує роботу твердопаливного котла і дає можливість системі функціонувати навіть після перегоряння палива в котлі (час може коливатися від 6 годин до декількох діб, залежно від об'єму).
Всередині накопичувача також можливо вбудувати бак непрямого нагріву гарячої води, що дає можливість стабільно отримувати гарячу воду у кількості необхідній для забезпечення декількох точок розбору гарячої води.
Також невід'ємною частиною системи опалення на основі твердопаливного котла є термостатичні змішувачі — вони забезпечують стабільну температуру в котлі, системі гарячого водопостачання і опалення.
Для стабільної роботи системи опалення потрібно підключити до котла розширювальний бак. Вода, або інші теплоносії розширюються при нагріванні і розширювальний бак компенсує теплове розширення теплоносія. Згідно стандартів об'єм розширювального бака повинен складати 5 - 10% від об'єму рідини в системі опалення.
Робота твердопаливних котлів (особливо чавунних) вимагає стабільної температури теплоносія — перепад температури між подавальною  лінією і зворотною не повинен перевищувати 5-10° C. Для досягнення цієї мети служить термостатичний клапан біля котла у зв'язці з циркуляційним насосом. Наступний термостатичний клапан знаходиться на лінії подачі гарячої води і стабілізує її температуру на заданому значенні — як правило від 55 до 65° C. Останній клапан у зв'язці з циркуляційним насосом забезпечує стабільну температуру теплоносія в системі опалення.

## Сучасні види твердопаливних котлів

### Котел верхнього горіння
Котел верхнього горіння (котел довгого горіння) це різновид твердопаливного котла, в якому подача повітря і процес горіння обмежуються верхньою частиною шару палива і багатоденним запасом палива в робочому резервуарі котла. Сукупність цих факторів дозволяє котлу верхнього горіння самостійно здійснювати обігрів приміщення протягом кількох днів, не потребуючи при цьому додавання палива і господарського догляду. 
Котли верхнього горіння економічніші за класичні твердопаливні вони дозволяють зекономити 20-30% палива, так як в них паливо згорає якісніше і рівномірніше. У твердопаливних котлах тривалого горіння як правило в якості палива використовуються дрова, деревні брикети, або вугілля. Тобто ті види палива які горять найдовше.
Інколи котли верхнього горіння обладнують вентилятором нагнітачем повітря. Тривалість горіння одного паливного завантаження, в залежності від режиму в середньому становить від 5-8 годин до 31 годин (на дровах) і до 5 днів (на вугіллі). В той же час тривалість горіння звичайного твердопаливного котла становить від 2 до 8 годин. 

### Котел нижнього горіння (він же Шахтний котел або котел Холмова)
Котел нижнього горіння – це різновид твердопаливного котла, який дістав свою назву через особливість будови та принцип горіння палива. Основною характеристикою шахтного котла є спеціально створена форма топки, що нагадує вертикальну шахту. На відміну від котла класичної конструкції, у котлі шахтного типу одночасно горять не всі дрова, а невеликий по товщині нижній шар. В міру прогоряння паливо під власною вагою опускається вниз.
Завантаження палива проводиться зверху, а розпалювання – через спеціальні дверцята в нижній частині корпусу.
Перевагами котла нижнього горіння  є висока ефективність спалення палива. 
Ефективність використання палива підвищується за рахунок того, що конфігурація зони горіння сприяє утворенню та допалу піролізного газу, в результаті чого теплотворна здатність пального матеріалу використовується найкращим чином. Крім того перевагою є можливість поповнення пального без вимкнення котла. Котли нижнього горіння це всеїдні котли нижнього горіння з верхнім завантаженням, розраховані працювати з паливом як дров'яного, і вугільного типу (дрова, брикети тощо.)
Перевагою котла нижнього горіння є те що він може працювати на вологому паливі, в той час коли інші види котлів вимагають сухого палива. Котли нижнього горіння працюють від 8 до 15 годин на дровах і від 25 до 35 годин на вугіллі на одному завантаженні пального.

### Пелетний котел
Пелетний котел обладнаний механізмом поступового подавання твердого палива до котла, з бункера. Бункер може бути як приставним так і включеним в конструкцію самого котла. Працюють такі котли на гранульованому паливі - пелеті. Для спалювання традиційного твердого палива (дрова, вугілля тощо) треба встановити колосникову решітку, якщо це передбачено конструкцією конкретного котла. Отже пелета подається через шнековий механізм прямо до пальника, які, в свою чергу, бувають ретортного типу і факельного типу. 95% побутових пелетних котлів обладнуються факельними пальниками. 
Головною перевагою твердопаливних пелетних котлів є їх автоматизація, тому вони можуть працювати самостійно без обслуговування людиною від 3 діб і більше. Автоматика керує всім процесом роботи: розпалювання пелет, інтенсивність горіння, кількість палива, що подається з бункера, температура теплоносія в системі опалення і навіть процес самоочищення.. Пелетні котли зручніші в використанні і більш економічні за класичні твердопаливні, завдяки високому ККД і повній автоматизації процесса горіння.

### Піролізний котел
Піролізний котел (газогенераториний котел) це котел конструкція  якого передбачає дві камери згорання. У першій камері здійснюється горіння деревини при недостатній кількості повітря. При цьому паливо починає виділяти піролізний газ, що разом з димовими газами перетікає у другу камеру. У другій камері згорання газогенераторного котла (так ще називають піролізні) подається вже об’єм повітря, який достатній для повноцінного горіння. Піролізний газ запалюється і згорає, нагріваючи водяну сорочку агрегату. 
Розташування двох камер буває різним, тому що піролізні котли можуть мати різну конструкцію. Як правило піролізні котли мають вентилятор подачі повітря в другу камеру згорання. В зразках що використовують природну тягу, вторинна камера розташована вище первинної і повітря проходить через паливо знизу вверх. При примусовій тязі за допомогою вентилятора,  первинна камера згорання знаходиться поруч або вище вторинної. Піролізні котли працюють на пелетах, дровах,тирсі, корі та інших видах органічного палива забезпечують економію палива до 50%, це забезпечується тим що в піролізних котлах процес горіння проходить повністю до повного згорання палива, не майже не залишається викидів в атмосферу, що робить піролізні котли надзвичайно екологічними і безпечними для здоров'я. Піролізний котел працює на одному завантажені палива до 12-14 годин.

## Види твердого палива
Види твердого палива, що використовується в Світі для спалювання у твердопаливних котлах, можливість використовувати певне паливо в конкретній моделі котла має бути зазначене в інструкції котла, або принаймні таке використання має погодити спеціаліст по котлам, в такому разі в перші місяці використання нового палива котел потребує посиленого контролю і уваги:
- кам'яне і  буре вугілля, антрацит, горючі сланці, вугільні брикети;
- деревне вугілля;
- торф, торфобрикети, торф'яні гранули (пелети) та торф'яний кокс;
- дрова (колоті дрова або поліна), хмиз, кора, тріска, стружка, тирса, деревні брикети і гранули (пелети) з них;
- листя, хвоя та шишки дерев та кущів;
- шкаралупа горіхів та арахісу;
- кісточки слив, вишень, черешень та інших кісточкових фруктів;
- сушняк яблучний, грушевий, виноградний, морквяний, кавову макуху та брикети і гранули (пелети) з нього;
- виноградна лоза;
- зерно та зерновідходи жита, пшениці, ячменю, вівса, проса, рису, гречки, кукурудзи;
- цілі та подрібнені качани кукурудзи;
- солома, сіно, суха трава, бур'яни, очерет, а також брикети та гранули (пелети) з них;
- стебла соняшника, кукурудзи, ріпаку, рису, гречки, проса та бавовни, бадилля картоплі та гороху;
- соняшникове, гречане та рисове лушпиння та брикети та гранули (пелети) з них;
- висушені картопляні шкурки;
- м'якоть ріпаку та брикети та гранули (пелети) з нього;
- кущі льону;
- кістки та брикети та гранули (пелети) з кісток тварин та птиці;
- висушений послід свійської птиці та гній великої рогатої худоби, кіз та овець;
- макулатура та відходи виробництва паперу.

Не можна в якості палива для твердопаливних котлів використовувати: 
- ДВП, ДСП;МДФ, OSB (ОСБ), стружку і будь які залишки від них, тому що вони при горінні виділяють шкідливі речовини;
- Будь які полімери, стружку та будь які залишки від них так як при горінні вони виділяють шкідливі речовини;
- Будь які гумові матеріали, стружку та будь які залишки від них так як при горінні вони виділяють шкідливі речовини.